# 田澤茉純
田澤茉純（日语：／ Tazawa Masumi，11月22日—）是日本的女性聲優，東京俳優生活協同組合所屬，俳協Voice Actors Studio39期生。

## 人物
出身神奈川縣川崎市，身高149公分，有一個雙胞胎姐姐。
興趣為攝影、飲食、散步，是央聯球隊橫濱DeNA海灣之星的球迷。

## 演出作品
※粗體字代表主要角色。

### 電視動畫
2013年
- DD北斗之拳

2014年
- 月刊少女野崎同學（女學生、女子、前輩、女主角）
- 三坪房間的侵略者！？（倉野奇莉華[1]）

2015年
- 聖劍使的禁咒詠唱（店員）
- 偵探歌劇 少女福爾摩斯（貴族）
- 四月是你的謊言（凪的朋友）
- 食戟之靈（女學生B）
- 御神樂學園組曲（女子）
- 山田君與7人魔女（西園寺理香[2]、豬瀨純、小田切寧寧親衛隊C、女學生）
- 戰姬絕唱SYMPHOGEAR GX（法拉·斯尤芙）
- 學園孤島（女學生B）
- 偶像大師 灰姑娘女孩 2nd SEASON（濱口菖蒲）
- 單色小姐 -The Animation- 3（觀眾、老婆婆、女性、女高中生、女性顧客）
- 重裝武器（女醫）
- 落第騎士英雄譚（女學生、女子）
- 請問您今天要來點兔子嗎？？（庶民社社員A）
- 女武神驅動 -美人魚-（時雨霞[3]）

2016年
- 重裝武器（美人搜查官）
- GATE 奇幻自衛隊 在彼方的土地，如斯的戰鬥 第2期（賽咪）
- 石膏男團（嬰兒、美女、鹿井亞奈、玄葉理保子）
- 虹色時光（店員）
- 熱情傳奇 The X（希萊爾）

2017年
- 鎖鏈戰記 ～赫克瑟塔斯之光～（尤妮）
- 高校星歌劇 第2期（女學生）
- 不正經的魔術講師與禁忌教典（泰瑞莎·雷迪）
- 戀愛與謊言（佐伯明日香）
- 歡迎來到實力至上主義的教室（松下千秋）

2018年
- 愛吃拉麵的小泉同學（女學生A、情侶女性、店員A、乘客、級友A、店員B、店員、女朋友）
- 多田君不戀愛（女子、猫）
- 雷頓神秘偵探社 ～卡特莉的解謎事件簿～（琳達）
- 食戟之靈 餐之皿 遠月列車篇（極星寮女子C）
- 刃牙（女子A）
- Happy Sugar Life（主婦、蛋糕店店員）
- KIRA KIRA HAPPY★ 打開吧！見習神仙精靈（齋藤莉櫻奈）

2019年
- 家有女友（麻美的友人女子B）
- 名侦探柯南（田代）
- 魔術學姐（學生、小孩、園兒）
- 戰姬絕唱SYMPHOGEAR XV（法拉·斯尤芙）
- Re:Stage！Dream Days♪（市杵島瑞葉[4]）
- 我不是說了能力要平均值嗎？（柏琳[5]）

2020年
- 異種族風俗娘評鑑指南（乳乳A）
- 刀劍神域 Alicization War of Underworld -THE LAST SEASON-（女性記者）
- 在魔王城說晚安（偉人企鵝）
- 請問您今天要來點兔子嗎？ BLOOM（玲）

2021年
- 賽馬娘 Pretty Derby Season 2（狄杜斯）
- 哆啦A夢（女高中生）
- 再見了，我的克拉默（朝日奈珠）
- 名偵探柯南（少女）
- 桃子男孩渡海而來（少年、美女、肯妮、惰眠鬼）
- 白金終局（小日向冬子[6]）

2022年
- 蠟筆小新（人們A）
- 龍族拼圖（安娜）
- 歡迎來到實力至上主義的教室 2nd Season（松下千秋）

2023年
- 機戰少女Alice Expansion（宇佐元杏奈）
- 絆之Allele（Auris）
- 異世界一擊殺姊姊 ～姊姊同伴的異世界生活開始了～（小熊）
- 賽馬娘 Pretty Derby Season 3（狄杜斯[7]）
- 香格里拉·開拓異境～糞作獵手挑戰神作～（阿利諾爾）

2024年
- 歡迎來到實力至上主義的教室 3rd Season（松下千秋）
- 新幹線變形機器人 CHANGE THE WORLD（五稜郭紫苑[8]、北斗星）
- 寶可夢地平線（羅伊的母親）
- 蜻蛉高球（松田）
- 膽大黨（小桃的友人A）
- 星辰墜落之國的妮娜（安[9]）

2025年
- 超超超超超喜歡你的100個女朋友（女僕B）
- 聖騎士之戰 -奮戰-：DUAL RULERS（艾蕾卡·巴塞洛繆）
- 正義使者 -我的英雄學院之非法英雄-（舞蹈社社長[10]）
- NUKITASHI 住在拔作島上的我該如何是好？（冷泉院桐香[11]）
- 貫徹輔助魔法支援弱小隊友的宮廷魔法師，慘遭驅逐後目標成為最強冒險者（クラシア・アンネローゼ[12]）

### OVA
2014年
- 山田君與7人魔女（西園寺理香）※單行本第15集限定版。

2015年
- 四月是你的謊言（佐和）※單行本第11集限定版。
- 山田君與7人魔女（西園寺理香）※單行本第18集限定版。

2016年
- 亞爾斯蘭戰記（女）

2021年
- 機戰少女Alice（宇佐元 杏奈）

### 動畫電影
2015年
- 心靈想要大聲呼喊。（鈴木）

### 遊戲
2014年
- 戀Q部！（日语：恋Q部!）（綾辻芹香[13]）
- 猫耳求生者！（エフ、神崎凪柚）

2015年
- 偶像大師 灰姑娘女孩（濱口菖蒲）
- 偶像大師 灰姑娘女孩 星光舞台（濱口菖蒲）
- 聖火降魔錄 if（貝爾卡[14]）
- 勇氣之劍×火焰之魂
- 嫁Collection（日语：嫁コレ）（倉野奇莉華）

2016年
- 式神物語〜中二病JK拯救世界〜（爆破娘）
- 問答RPG 魔法使與黑貓維茲（露芙·法爾內塞）
- 莉莉喵的夥伴們（神崎凪袖）

2018年
- 機戰少女Alice (宇佐元杏奈)

2019年
- Fire Emblem Heroes（貝爾卡）

2020年
- 碧藍航線（恰巴耶夫)

2022年
- 緋染天空 Heaven Burns Red（櫻庭星羅）
- 怪物彈珠（2022年 - 2024年 路易士・佛洛伊斯[15]、阿依達[16]）
- 動物朋友3（鬣狗）

2024年
- 兔兔秘密花園（美羽香[17]）

### 廣播
- Radio Dottoai（日语：ラジオどっとあい）（AG-ON、超!A&G+：2014年7月4日 - 2014年9月26日）
- 「山田君與7人魔女」網路廣播「聽眾君與2人魔女」（animate TV：2015年3月27日 - 2015年7月3日）

### 音樂CD
| 發售日期 | 標題                                               | 名義 | 樂曲                                   | 商業搭配                                 |
| 2014年   | 2014年                                             | 2014年 | 2014年                                 | 2014年                                   |
| -------- | -------------------------------------------------- | --- | -------------------------------------- | ---------------------------------------- |
| 7月30日  | 好感Win-Win無条件                                  | Heart♡Invader（大森日雅、鈴木繪理、田澤茉純、長繩麻理亞） | 「好感Win-Win無条件」 「大切リスト。」 | 電視動畫「三坪房間的侵略者！？」OP       |
| 8月6日   | 1000%憑いていきたい                                | Heart♡Invader（大森日雅、鈴木繪理、田澤茉純、長繩麻理亞） | 「明日天気にな〜れ☆」                  | 電視動畫「三坪房間的侵略者！？」         |
| 8月13日  | 魔法少女シンドローム                               | Heart♡Invader（大森日雅、鈴木繪理、田澤茉純、長繩麻理亞） | 「砂浜TEMPTATION」                     | 電視動畫「三坪房間的侵略者！？」         |
| 8月20日  | 蝶台風 〜バタフライタイフーン〜                    | 倉野奇莉華（田澤茉純） | 「蝶台風 〜バタフライタイフーン〜」    | 電視動畫「三坪房間的侵略者！？」         |
| 8月20日  | 蝶台風 〜バタフライタイフーン〜                    | Heart♡Invader（大森日雅、鈴木繪理、田澤茉純、長繩麻理亞） | 「僕らの風」                           | 電視動畫「三坪房間的侵略者！？」         |
| 8月27日  | 銀河皇国狂想曲                                     | Heart♡Invader（大森日雅、鈴木繪理、田澤茉純、長繩麻理亞） | 「MEMORIES」                           | 電視動畫「三坪房間的侵略者！？」         |
| 12月3日  | 大切リスト。                                       | Heart♡Invader（大森日雅、鈴木繪理、田澤茉純、長繩麻理亞） | 「ハピハピdays」                       | 電視動畫「三坪房間的侵略者！？」         |
| 2015年   |                                                    | |                                        |                                          |
| 1月28日  | 六畳間の侵略者!? BD・DVD第5巻特典CD                | 倉野奇莉華（田澤茉純） | 「雪兎」                               | 電視動畫「三坪房間的侵略者！？」         |
| 9月16日  | 心が叫びたがってるんだ。オリジナルサウンドトラック | 少女（心の声）／成瀬順（水瀨祈） 玉子／田崎大樹（細谷佳正） 世界の人々／宇野陽子（高橋李依）、相沢基紀（大山鎬則）、明田川慎二郎（柳田淳一）、岩田晋一（手塚弘道）、清水亮（木島隆一）、鈴木章子（田澤茉純）、栃倉千穂（前川涼子）、錦織拓哉（山下誠一郎）、三上聖名子（芳野由奈）、渡辺美沙（三宅麻理惠） | 「心が叫びだす」                       | 動畫電影「好想大聲說出心底的話。」劇中歌 |
| 2016年   |                                                    | |                                        |                                          |
| 2月24日  | VALKYRIE DRIVE -MERMAID-BD・DVD第3巻特典CD         | 夏洛特·沙魯澤（瀨戶麻沙美）、時雨霞（田澤茉純） | 「Beat Magic!」                        | 電視動畫「女武神驅動」角色歌             |
| 3月16日  | Startin' My Re:STAGE!!                             | KiRaRe 式宮舞菜（牧野天音）、月坂紗由（鬼頭明里）、市杵島瑞葉（田澤茉純）、柊かえ（立花芽惠夢）、本城香澄（岩橋由佳）、長谷川美依（空見雪） | 「Startin' My Re:STAGE!!」             | 『Re:ステージ！』                        |

### 其他
- 溫泉女孩（玉造慧）

## 外部連結
- （日語）事務所公開簡歷 （页面存档备份，存于）
- 田澤茉純的X（前Twitter）